# Санкт-Андре (Лунгау)

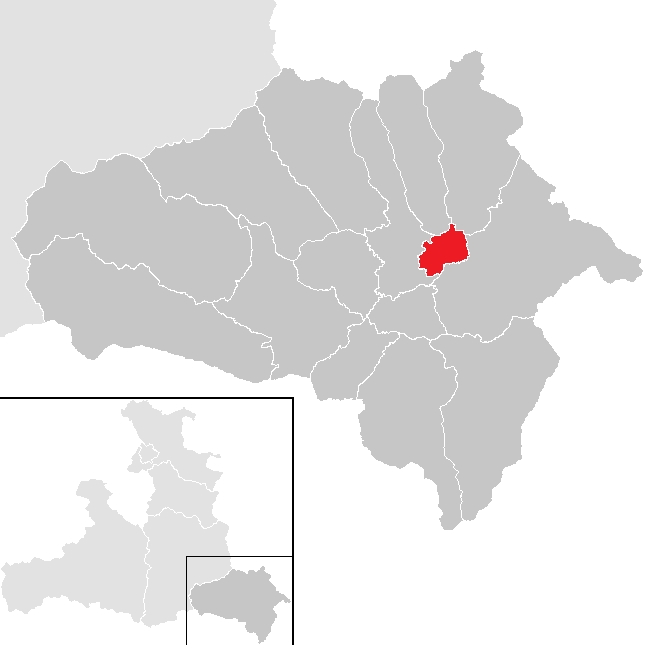
Комуна Санкт-Андре на карті округи Тамсвег. У лівому нижньому кутку показано розташування округи Тамсвег на карті федеральній землі Зальцбург.

Санкт-Андре (нім. Sankt Andrä im Lungau) - громада у Австрії, у федеральної землі Зальцбург. Входить до складу округи Тамсвег. 
Населення становить 735 чоловік (2010).  Займає площю 10,50 км 2. 